# Gymnopleurus aciculatus
Gymnopleurus aciculatus là một loài bọ cánh cứng trong họ Bọ hung (Scarabaeidae).